# ابراهیم بن الیاس
ابراهیم بن الیاس ، نوه اسد، حاکم سامانی شهر هرات بود که بعد از مرگ پدرش، کنترل شهر هرات بدست گرفت. وی بعد از مدتی فرمانده نظامی طاهریان، محمد بن طاهر شد. محمد بن طاهر وی را به جنگ یعقوب لیث و صفاریانِ نوظهور فرستاد ولی در جنگی در نزدیکی پوشنگ از صفاریان شکست خورد. با شکست طاهریان، وی به محمد بن طاهر پیشنهاد کرد که با صفاریان مصالحه کند ولی برخورد و نبردهای بین آنها ادامه داشت تا اینکه ابراهیم توسط صفاریان در نیشابور اسیر و به سیستان فرستاده شد.